# Nowy Nekous
Nowy Nekous (russisch Но́вый Не́коуз) ist ein Dorf (selo) in der Oblast Jaroslawl in Russland mit 3462 Einwohnern (Stand 14. Oktober 2010).

## Geographie

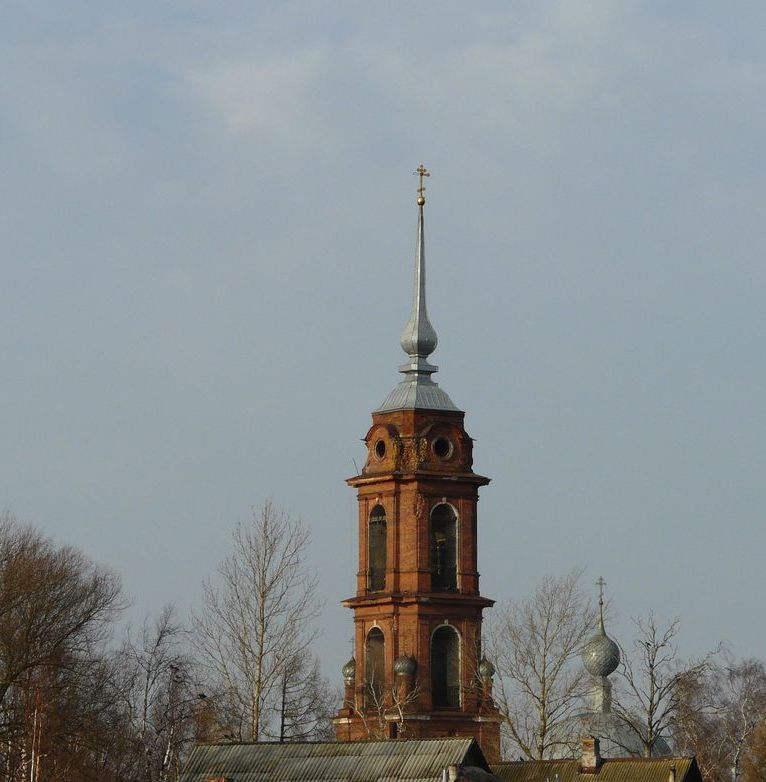
Glockenturm der Epiphanias-Kirche (1873)

Der Ort liegt etwa 110 km Luftlinie westnordwestlich des Oblastverwaltungszentrums Jaroslawl am Flüsschen Ild, das etwa 20 km nordwestlich von links in die Wolga mündet, dort im Staubereich des Rybinsker Stausees.
Nowy Nekous ist Verwaltungszentrum des Rajons Nekousski sowie Sitz der Landgemeinde Nekousskoje selskoje posselenije. Zur Gemeinde gehören 163 weitere Dörfer, von denen nur fünf mehr als 100 Einwohner haben: Belowskaja (westlich anschließend), Nekous (4 km westlich), Nowinskoje (15 km westlich), Parfenjewo (23 km westnordwestlich) und Stanilowo (17 km nordwestlich); weitere 43 Orte haben mindestens 10 Einwohner, 68 unter 10 Einwohner und 47 keine ständigen Einwohner (Stand 2010).

## Geschichte
Das frühere Dorf Nikolo-Samoschje, das heute den Südteil des Ortes bildet, ist seit spätestens Anfang des 19. Jahrhunderts bekannt, als dort eine erste Kirche errichtet wurde; im Verlauf des Jahrhunderts eine weitere. 1870 wurde die Bahnstrecke Rybinsk – Bologoje vorbeigeführt und dort die Station Charino eröffnet. Dorf und Station lagen im äußersten Süden des Ujesds Mologa im Gouvernement Jaroslawl.
Am 14. Januar 1929 wurde ein neuer Rajon mit Sitz im 4 km westlich der Bahnstation gelegenen Dorf Nekous ausgewiesen und nach diesem benannt. Am 18. August 1931 wurde die Bahnstation nach dem Namen des Dorfes und Rajons in Nekous umbenannt, und am 29. November 1931 die Rajonverwaltung in die mittlerweile um die Station entstandene Siedlung verlegt. In Folge wurde das Dorf inoffiziell als Stary Nekous („Alt-Nekous“) und die Siedlung bei der Bahnstation als Nowy Nekous („Neu-Nekous“) bezeichnet; letzteres wurde am 15. Dezember 1952 offiziell, während das ursprüngliche, namensgebende Dorf bis heute offiziell nur Nekous heißt.
1975 erhielt Nowy Nekous den Status einer Siedlung städtischen Typs, verlor ihn aber 1993 wieder.

### Bevölkerungsentwicklung
| Jahr | Einwohner |
| ---- | --------- |
| 1939 | 708       |
| 1959 | 925       |
| 1970 | 1770      |
| 1979 | 3085      |
| 1989 | 3796      |
| 2002 | 3707      |
| 2010 | 3462      |

Anmerkung: Volkszählungsdaten

## Verkehr
In Nowy Nekous befindet sich die Station Nekous bei Kilometer 48 (ab Rybinsk) der Bahnstrecke Jaroslawl – Rybinsk – Bologoje.
Der Ort liegt an der Regionalstraße 78K-0009, die das knapp 50 km südöstlich an der Wolga gelegene Uglitsch mit dem nördlich benachbarten Rajonzentrum Breitowo am Westufer des Rybinsker Stausees verbindet. In westlicher Richtung zweigt die 78N-0377 ab, die der Bahnstrecke bis zur Grenze der Oblast Twer folgt, dort zunächst als 28N-1499 weiter in Richtung Sonkowo – Beschezk.